# Terry Reilly
Terrence „Terry“ Reilly (* 24. Oktober 1947; † 21. März 2025) war ein australischer Bogenschütze.
Reilly nahm an den Olympischen Spielen 1972 in München teil und beendete den Wettkampf auf Rang 15. Vier Jahre später in Montréal wurde er 26.
Von 2002 bis 2005 war der Südaustralier Reilly Generaldirektor der International Archery Foundation.